# گروه تاکوانگ
گروه تاکوانگ (انگلیسی: Taekwang Group) شرکت خوشه‌ای کره‌ای است، که در سال ۱۹۵۰ تأسیس شد.